# يوجين إف. جورج
يوجين إف. جورج (بالإنجليزية: Eugene F. George)‏ هو عسكري أمريكي، ولد في 23 أبريل 1925، وتوفي في 12 نوفمبر 1942.